# ハローキティ×RIO
ハローキティ×RIO （はろーきてぃ ばい りお） は株式会社サンリオが2006年11月に発売した
「ハローキティ」の期間限定キャラクターである。

## 誕生の経緯
2006年のクリスマス向けプロモーションの一環として
ファッション雑誌『Ray』とのコラボレーション企画により誕生。
同誌専属のモデルで女優の松本莉緒がデザインプロデュースした。

## キャラクターの特徴
キティの目に睫毛が付き、頭に王冠形ティアラ、左耳にはリボンに代えて松本莉緒のイニシャル”R”が配されている。松本本人が「RIO KITTY」と命名した。
イメージカラーは“シャイニーピンク”★を基本とし、他に黒★とゴールド★を含めた3色となる。

## 発売商品
```
主に使用されたイメージカラーを
★
★
★
で示す。
```

- ぬいぐるみ★★★
- アクセサリー（いずれも★★）
  - 携帯ストラップ
  - ネックレス
  - キーホルダー
- フェイスミラー★
- フリスクケース★★
- ポーチ（いずれも★★）
  - ミニポーチ（Sサイズ）
  - 手提げ付きポーチ（Mサイズ）
- キーケース★
- チェーン付きワレット★
- フェイクファー携帯ケース★
- フェイクファー手提げバッグ★
- ボストンバッグ（Lサイズ）★
- ボールペン★★
- 腕時計★
- デジタルカメラ（富士フイルム製・512万画素）★

## 販売状況
2006年中に生産は終了し、各販売店の在庫限りとなる。
また、ネットオークション等に出品されることがある。